# Гнатенко Христина Павлівна
Христина Павлівна Гнатенко (нар. 14 липня 1991, Золочів, Львівська область) — українська науковиця у сфері фізики. Докторка фізико-математичних наук, професорка кафедри теоретичної фізики імені професора Івана Вакарчука Львівського національного університету імені Івана Франка. У 2025 році обрана членом-кореспондентом Національної академії наук України.
У 2020 році стала наймолодшим доктором фізико-математичних наук в Україні, захистивши докторську дисертацію у віці 28 років. 

## Біографія
Народилася в місті Золочів Львівської області. Навчалася в економічному ліцеї у Золочеві. Закінчила Львівський національний університет імені Івана Франка за спеціальністю «фізика» у 2013 році та Львівську національну музичну академію імені Миколи Лисенка за спеціальністю «скрипка» у 2012 році. 
У 2016 році отримала науковий ступінь кандидата наук, а у 2020 році — доктора наук. Стала наймолодшим в Україні доктором фізико-математичних наук у віці 28 років. 
З 2016 року — асистентка кафедри теоретичної фізики ЛНУ імені Івана Франка, з 2017 року — доцентка, а з 2022 року — професорка цієї кафедри. Досліджує та викладає квантову механіку, квантове програмування та інші пов'язані дисципліни. Авторка понад 120 публікацій, зокрема понад 50 наукових статей, станом на 2024 рік. 
Є гарантом першої в Україні бакалаврської освітньої програми «Квантові комп'ютери та квантове програмування». Веде заняття для школярів. Займається популяризацією науки. 
1 травня 2025 року обрана членом-кореспондентом Національної академії наук України.
Є віцепрезиденткою Львівської обласної Малої академії наук з 2023 року, а також головою секції з ядерної фізики та астрономії експертної ради Міністерства освіти і науки України.
Лауреатка низки премій, зокрема Премії Президента України для молодих вчених (2016), Премії Верховної Ради України для молодих вчених (2021) та української частини міжнародної премії L’Oréal-UNESCO «Для жінок у науці» (2023).